# Связность (некоммутативная геометрия)
Геометрия квантовых систем (например, некоммутативная геометрия и супергеометрия) может быть сформулирована в алгебраических терминах  модулей и алгебр. Связность на модулях обобщает линейную связность на  векторных расслоениях {\displaystyle E\to X}, записанную как связность на {\displaystyle C^{\infty }(X)} - модуле сечений {\displaystyle E\to X}.

## Коммутативная геометрия
Пусть {\displaystyle A} — коммутативное кольцо и {\displaystyle P} — {\displaystyle A}-модуль. Существуют несколько эквивалентных определений связности на {\displaystyle P}. Пусть {\displaystyle D(A)} — модуль дифференцирований кольца {\displaystyle A}. Связность на {\displaystyle A}-модуле {\displaystyle P} определяется как морфизм {\displaystyle A}-модулей
{\displaystyle \nabla :D(A)\ni u\to \nabla _{u}\in \mathrm {Diff} _{1}(P,P),}
такой что дифференциальные операторы первого порядка {\displaystyle \nabla _{u}} на {\displaystyle P} удовлетворяют правилу Лейбница
{\displaystyle \nabla _{u}(ap)=u(a)p+a\nabla _{u}(p),\quad a\in A,\quad p\in P.}
Связность на модуле над коммутативным кольцом всегда существует. Кривизна связности {\displaystyle \nabla } определяется как дифференциальный оператор нулевого порядка
{\displaystyle R(u,u')=[\nabla _{u},\nabla _{u'}]-\nabla _{[u,u']}.}
На модуле {\displaystyle P} для всех {\displaystyle u,u'\in D(A)}.
Если {\displaystyle E\to X} — векторное расслоение, существует взаимно однозначное соответствие между линейными связностями {\displaystyle \Gamma } на {\displaystyle E\to X} и связностями {\displaystyle \nabla } на {\displaystyle C^{\infty }(X)}-модуле сечений of {\displaystyle E\to X}. При этом, {\displaystyle \nabla } соответствует ковариантному дифференциалу связности на {\displaystyle E\to X.}

## Супергеометрия
Понятие связности на коммутативном кольце непосредственным образом переносится на модули над {\displaystyle \mathbb {Z} _{2}}-градуированными алгебрами. Это — случай суперсвязностей в  супергеометрии на
градуированных многообразиях и супервекторных расслоениях. Суперсвязности всегда существуют.

## Некоммутативная геометрия
Если {\displaystyle A} — некоммутативное кольцо, связности на левых и правых {\displaystyle A}-модулях определяются так же, как и на модулях над коммутативным кольцом. Однако такие связности не обязательно существуют.
В отличие от связностей на левых и правых модулях, проблема возникает с определением связности на {\displaystyle R-S}-бимодулях над некоммутативными кольцами
{\displaystyle R} и {\displaystyle S}. Существуют различные определения таких связностей. Приведем одно из них. Связность на
{\displaystyle R-S}-бимодуле {\displaystyle P} определяется как морфизм бимодулей
{\displaystyle \nabla :D(A)\ni u\to \nabla _{u}\in \mathrm {Diff} _{1}(P,P),}
который удовлетворяет правилу Лейбница
{\displaystyle \nabla _{u}(apb)=u(a)pb+a\nabla _{u}(p)b+apu(b),\quad a\in R,\quad b\in S,\quad p\in P.}